# Gnypeta limatula
Gnypeta limatula är en skalbaggsart som beskrevs av Thomas Casey 1911. Gnypeta limatula ingår i släktet Gnypeta och familjen kortvingar. Inga underarter finns listade i Catalogue of Life.